# Profil perdu

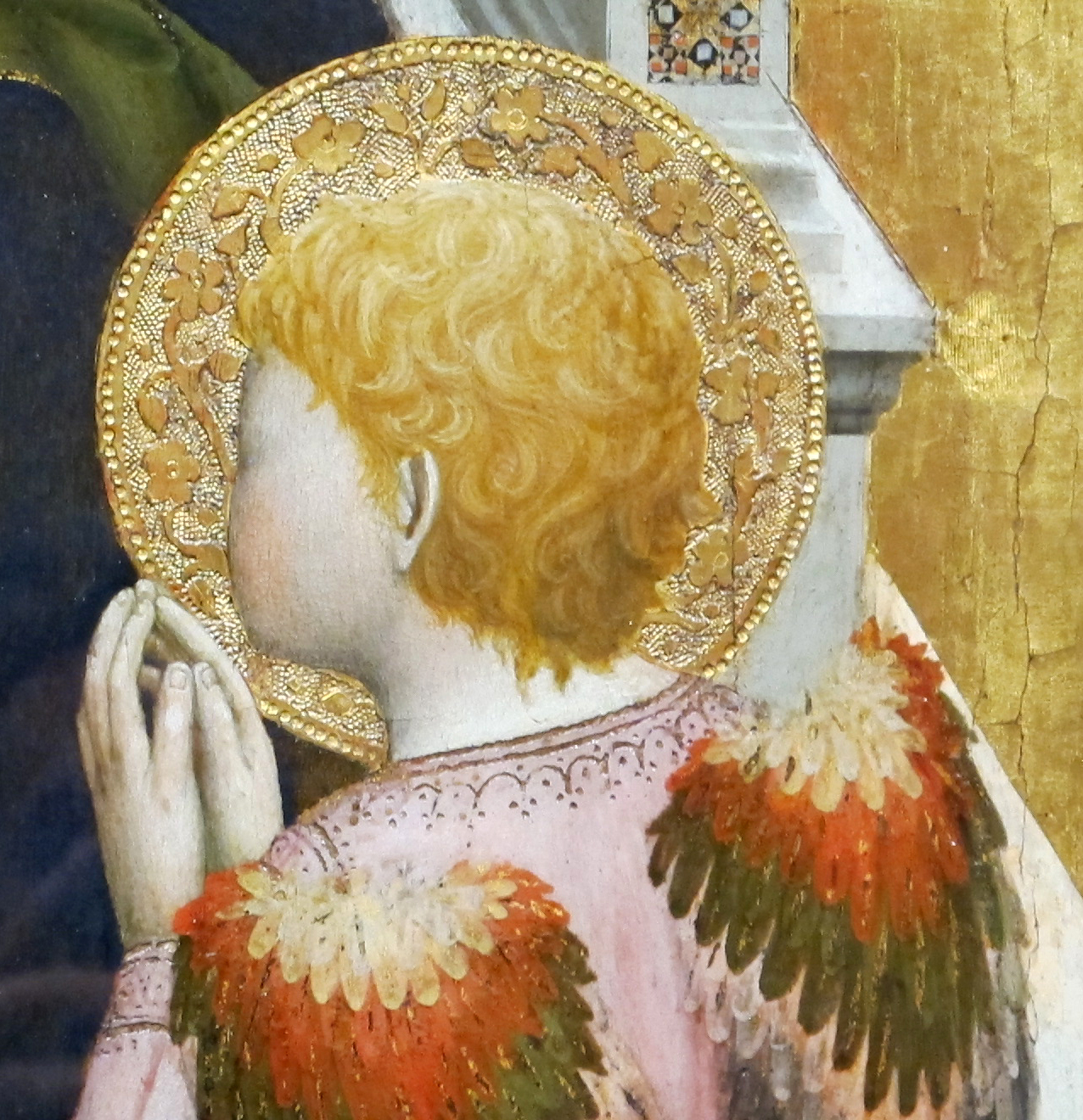
Detalle del Tríptico de San Juvenal (1422) de Masaccio.

La expresión profil perdu o profil fuyant, en pintura, en la fotografía, y en las artes visuales en general, es la representación de una persona con el rostro ligeramente girado hacia un lado, de modo que tres cuartas partes de la parte posterior de su cabeza están ocultas y, por lo tanto, su perfil está "perdido". La expresión profil perdu se atestigua a principios del siglo XIX. La expresión profil fuyant, atestiguada en 1832, tiene unas connotaciones más técnicas, por estar asociada con la perspectiva y con el punto de fuga.